# Mitrofan Šević
Mitrofan Šević (Milan Šević, Sevics Mitrofán, Újvidék, 1854. augusztus 14. – Újvidék, 1918. január 24.) szerb teológus, bácsi szerb ortodox püspök.

## Élete
Az elemi iskolát az újvidéki szerb elemi iskolában, a középiskolát a szerb főgimnáziumban végezte el, aztán két éven át Zágrábban és Grazban jogi tanulmányokat folytatott, majd négy évig a karlócai görögkeleti szerb papnevelő intézetben teológiát tanult. 1880. január 14-én a zárai szerb papnevelő intézetben segédtanár, 1881. augusztus 19-én rendes tanár lett. Itt az 1880-tól 1891-ig években a könyvtár őre volt, az 1885-től 1891-ig pedig a szeminárium igazgatójaként dolgozott. 1880-ban diakónus, 1881-ben presbiter lett. 
1892. január 20-án a karlócai papnevelő intézet rendes tanára, majd 1895. március 25-én a hopovai kolostor és az ottani szerzetesi iskola vezetője lett. 1898. szeptember 19-től a Krušedol kolostor zárdafőnöke volt. 1890-ben püspöki syncellus, 1892-ben pátriárkiai protosyncellus, 1895-ben archimandrita lett. 1899. július 16-án bácsi püspökké szentelték. Újvidéken új püspöki rezidenciát építtetett, ő kezdeményezte az újvidéki székesegyház felújítását, és fizette a szegény gyermekek oktatási költségeit. 1907-ben karlócai metropolitává és szerb pátriárkává választották, de ő visszautasította a felkérést.
Egyházi íróként kisebb teológiai cikkeket, értekezéseket, tanulmányokat jelentetett meg, valamint lefordította oroszból Mogila Péter A keleti katholikus egyháznak hitvallása és Makarijc moszkvai metropolita Dogmatika című munkáját. 1901-ben Sándor szerb királytól a Szent Száva-rend I. osztályú nagykeresztjét kapta elismerésül, 1903-ban pedig a szerb király krušedoli látogatásakor a Takova-rend nagykeresztjével tüntették ki. 1918-ban hunyt el szülővárosában.

## Fordítás
Ez a szócikk részben vagy egészben  a   Mitrofan (Šević) című lengyel Wikipédia-szócikk fordításán alapul.  Az eredeti cikk szerkesztőit annak laptörténete sorolja fel. Ez a jelzés csupán a megfogalmazás eredetét és a szerzői jogokat jelzi, nem szolgál a cikkben szereplő információk forrásmegjelöléseként.